# Communauté de communes de la Vallée de la Haute Sarthe
Die Communauté de communes de la Vallée de la Haute Sarthe ist ein französischer Gemeindeverband mit der Rechtsform einer Communauté de communes im Département Orne in der Region Normandie. Sie wurde am 5. Dezember 2012 gegründet und umfasst 31 Gemeinden. Der Verwaltungssitz befindet sich im Ort Le Mêle-sur-Sarthe.

## Mitgliedsgemeinden
| Gemeinde                                               | Einwohner 1. Januar 2022 | Fläche km² | Dichte Einw./km² | Code INSEE | Postleitzahl |
| ------------------------------------------------------ | ------------------------ | ---------- | ---------------- | ---------- | ------------ |
| Aunay-les-Bois                                         | 142                      | 8,53       | 17               | 61013      | 61500        |
| Barville                                               | 185                      | 7,53       | 25               | 61026      | 61170        |
| Brullemail                                             | 92                       | 10,28      | 9                | 61064      | 61390        |
| Buré                                                   | 101                      | 5,65       | 18               | 61066      | 61170        |
| Bures                                                  | 166                      | 9,64       | 17               | 61067      | 61170        |
| Coulonges-sur-Sarthe                                   | 486                      | 9,65       | 50               | 61126      | 61170        |
| Courtomer                                              | 725                      | 19,9       | 36               | 61133      | 61390        |
| Ferrières-la-Verrerie                                  | 148                      | 14,58      | 10               | 61166      | 61390        |
| Gâprée                                                 | 144                      | 9,84       | 15               | 61183      | 61390        |
| Hauterive                                              | 459                      | 6,98       | 66               | 61202      | 61250        |
| Laleu                                                  | 361                      | 11,41      | 32               | 61215      | 61170        |
| Le Chalange                                            | 84                       | 6,27       | 13               | 61082      | 61390        |
| Le Mêle-sur-Sarthe                                     | 659                      | 0,62       | 1.063            | 61258      | 61170        |
| Le Ménil-Broût                                         | 176                      | 3,44       | 51               | 61261      | 61250        |
| Le Ménil-Guyon                                         | 83                       | 2,76       | 30               | 61266      | 61170        |
| Le Plantis                                             | 126                      | 8,02       | 16               | 61331      | 61170        |
| Les Ventes-de-Bourse                                   | 146                      | 20,95      | 7                | 61499      | 61170        |
| Marchemaisons                                          | 157                      | 8,85       | 18               | 61251      | 61170        |
| Montchevrel                                            | 233                      | 10,8       | 22               | 61284      | 61170        |
| Neuilly-le-Bisson                                      | 275                      | 5,98       | 46               | 61304      | 61250        |
| Saint-Agnan-sur-Sarthe                                 | 87                       | 6,24       | 14               | 61360      | 61170        |
| Saint-Aubin-d’Appenai                                  | 435                      | 11,29      | 39               | 61365      | 61170        |
| Saint-Germain-le-Vieux                                 | 65                       | 3,16       | 21               | 61398      | 61390        |
| Saint-Julien-sur-Sarthe                                | 679                      | 16,39      | 41               | 61412      | 61170        |
| Saint-Léger-sur-Sarthe                                 | 314                      | 13,25      | 24               | 61415      | 61170        |
| Saint-Léonard-des-Parcs                                | 76                       | 13,4       | 6                | 61416      | 61390        |
| Saint-Quentin-de-Blavou                                | 77                       | 6,46       | 12               | 61450      | 61360        |
| Sainte-Scolasse-sur-Sarthe                             | 584                      | 13,88      | 42               | 61454      | 61170        |
| Tellières-le-Plessis                                   | 72                       | 5,41       | 13               | 61481      | 61390        |
| Trémont                                                | 121                      | 6,22       | 19               | 61492      | 61390        |
| Vidai                                                  | 73                       | 1,55       | 47               | 61502      | 61360        |
| Communauté de communes de la Vallée de la Haute Sarthe | 7.531                    | 278,93     | 27               | –          | –            |